# Фицалан, Ричард, 10-й граф Арундел
Ричард Фицалан (англ. Richard FitzAlan; ок. 1313 — 24 января 1376) — 10-й граф Арундел с 1331 года, 8-й граф Суррей с 1361 года, главный кравчий Англии, сын Эдмунда Фицалана, 9-го графа Арундела, и Элис де Варенн.
Отец Ричарда был казнён после свержения короля Эдуарда II. Его владения и титулы были конфискованы, но в 1331 году их вернули Ричарду. После смерти дяди он унаследовал ещё и владения Вареннов с титулом графа Суррея.
Военачальник и дипломат, Ричард принимал активное участие в пограничных конфликтах с Шотландией, в Столетней войне с Францией, а также участвовал в различных посольствах. Обладая значительным личным состоянием, Ричард неоднократно ссужал деньги короне для финансирования военных походов.

## Биография

### Молодые годы
Точный год рождения Ричарда неизвестен. Исходя из упоминания, что в момент брака ему было 7 лет, предполагается, что он родился около 1313 года. Его отец происходил из знатного рода Фицаланов, мать — из рода Вареннов, побочной линии Плантагенетов. Роду принадлежали богатые владения в Суссексе и Валлийской марке.
Ещё ребёнком Ричард оказался втянут в политику. Уже в 1314—1315 годах он оказался помолвлен с Изабеллой, дочерью Хью Диспенсера Младшего. Брак был заключён 9 февраля 1321 года в королевском поместье Хэверинг и имел целью укрепить союз Эдмунда Фицалана, 9-го графа Арундела, с Диспенсерами, политическими союзниками Арунделов и короля Эдуарда II, которого поддерживал отец Ричарда. Жениху было 7 лет, невесте — 8.
В 1326 году король Эдуард II был свергнут своей женой Изабеллой Французской и её фаворитом Роджером Мортимером. Граф Арундел, отец Ричарда, был схвачен и казнён, а его владения и титулы конфискованы. Лишённый наследства, Ричард бежал из Англии. Однако после того как в октябре 1330 года Мортимер был казнён, Ричард вернулся и подал прошение королю Эдуарду III о возвращении ему родовых владений и титулов. На заседании парламента 8 февраля 1331 года Ричард был восстановлен в правах и признан графом Арунделом, ему были возвращены многие владения, включая замок Арундел. В течение последующих нескольких лет возвратили и другие земли. При этом Ричарду было запрещено мстить Джону Черлтону из Поуиса, который в своё время захватил графа Эдмунда в плен, в результате которого тот был казнён. Конфликт между ними был окончательно решён в 1343 году, когда Черлтон пообещал построить в аббатстве Хогмунд часовню в память о графе Эдмунде. В 1334 году Ричард получил ещё замок Чирк, принадлежавший ранее Мортимерам.
Ричард был практически одних лет с Эдуардом III и до самой смерти сохранял лояльность королю.

### Военная, дипломатическая и политическая карьера
Находясь на службе у короля, Ричард проявлял себя как военачальник, дипломат, советник и ростовщик. Арундел в качестве военачальника участвовал в ряде походов в Шотландию: в 1333, 1335, 1336, 1338 и 1342 годах. В 1338 году он вместе с графом Солсбери безуспешно пытались взять Данбар. В 1342 году он вместе с графом Хантингдоном был хранителем Шотландской марки.
После начала Столетней войны с Францией Арундел принимал в ней активное участие. 24 июня 1340 года он участвовал в морской битве при Слёйсе, в том же году он принимал участие в осаде Турне.
В октябре 1342 года Арундел отправился с королём в Бретань, где был оставлен осаждать Ванн, в то время как основная армия отправилась к Ренну. Осада была снята в январе 1343 года, когда было заключено перемирие.
26—27 августа 1346 года Арундел был одним из английских командиров в битве при Креси, в его ведении находилось второе из трёх подразделений английской армии. После разгрома французов Арундел вместе с королём участвовал в осаде Кале. В 1355 году Арундел обещал прийти на помощь к Чёрному принцу, если это будет необходимо, но в итоге это не сделал. В 1359—1560 годах также находился на континенте. В 1350 году он вместе с королём участвовал в морской битве в Уинчелси против испанцев.
Первую дипломатическую миссию Арундел выполнял в июне 1343 года, когда был отправлен в Авиньон. В марте 1344 года он вместе с графом Дерби был назначен лейтенантом Аквитании. Им была дана власть для того, чтобы реорганизовать управление в Аквитании, где вновь вспыхнула война с Францией. Позже они были полномочными представителями при королях Кастилии, Португалии и Арагона. После поездки в Арагон Арундел вместе с Элеонорой Ланкастерской, которая позже стала его второй женой, отправился в паломничество в Сантьяго-де-Компостела.
В 1350 году Арундел снова был посланником в Авиньон, а в 1353 году, когда англичане предпринимали значительные усилия для окончания войны, Арундел дважды посылался в Кале для переговоров с французами. Зимой 1353/1354 года Арундел вместе с герцогом Ланкастером вновь был послан в Авиньон. В 1353, 1354 и 1357 годах Арундел вёл переговоры с шотландцами по поводу выкупа находящегося в английском плену короля Давида II.
В 1358—1360 годах Арундел постоянно участвовал в затянувшихся мирных переговорах. Он возглавлял посольство к герцогу Венцелю Люксембургскому в мае 1358 года, в августе 1359 года вёл переговоры с французами в Кале, договариваясь о том, чтобы выпустить находившегося в английском плену короля Иоанна II Доброго, в ноябре 1360 года участвовал в подписании мира в Бретиньи.
В 1362 году Арундел был одним из посредников, которые пытались урегулировать войну за бретонское наследство, а в 1365 году был одним из английских посланников для переговоров с шотландцами.
В Англии Арундел занимал разные высшие должности и участвовал в работе различных комиссий. В 1334 году он был назначен юстициарием Северного Уэльса, шерифом Карнарвоншира и констеблем Карнарвонского замка. Он был членом совета при семилетнем Чёрном принце, наследнике Эдуарда III. Во время отсутствия короля в 1338—1340 годах Арундел был хранителем королевства. В июле 1340 года Арундел был назначен специальным уполномоченным для расследования финансовых дел Уильяма де Ла Поля. В декабре того же года после внезапного возвращения Эдуарда III в Англию Арундел расследовал преступления министров. В 1340 году он исполнял обязанности адмирала Севера и Запада, эти же должности он занимал с февраля 1345 по 1347 год. Во время отсутствия Эдуарда III в Англии в июле 1355 года Арундел был одним из регентов королевства.
Существуют многочисленные документы, в которых с конца 1330-х годов указывается на членство Арундела в королевском совете. В 1344 году ему было разрешено останавливаться в аббатстве Святой Марии в Саутуарке, поскольку «ему часто приходится приезжать в Лондон для рассмотрения различных вопросов для короля». Арундел засвидетельствовал больше королевских актов, чем любой другой магнат королевства. В 1347 году он упоминается как член совета Чёрного принца, а в 1359 году был назначен одним из его поверенных. Также Арундел был ленником герцога Ланкастера и Джона Гонта, одного из королевских сыновей, а в 1361 году выступал как поверенный баварского герцога Вильгельма.

### Земельные владения и богатства
За свою службу королю Арундел был богато вознаграждён. Самым первым королевским пожалованием стали возвращённые в 1331 году владения Фицаланов. В 1336 году Арундел передал Эдуарду III наследственные права на управление Шотландией. Взамен Ричард получил 1000 марок от доходов в Северном Уэльсе. В 1338 году ему были предоставлены привилегии возвращения судебных предписаний и шерифского турнира в сотнях, принадлежавших ему в Сассексе. В 1340 году привилегии были увеличены, он стал помощником шерифа, а в 1345 году он был назначен шерифом Шропшира.
В 1346 году король утвердил Ричарда наследником большей части состояния бездетного Джона де Варенна, графа Суррея, его дяди. Суррей умер в 1347 году, после чего Арундел арендовал его земли у Джоанны де Бар, вдовы Суррея, за 900 фунтов. А после её смерти в 1361 году Ричард получил и титул графа Суррея. Кроме того, в 1365 году Чёрный принц предоставил Арунделу «и его наследникам навечно» 400 фунтов арендной платы от земель в Честере.
Всё это сделало Арундела необычайно богатым. В дальнейшем в 1338—1374 годах он часто выступал как ростовщик. В этот период он предоставил короне около 70 тысяч фунтов — обычно в качестве краткосрочного кредита — для финансирования военных кампаний. До 1360 года размер кредитов не превышал 3000 фунтов, но после возобновления Столетней войны в 1369 году Арундел стал кредитовать и большие суммы. Так летом 1370 года он ссудил 20 тысяч фунтов. Также Арундел предоставлял займы и поддерживающим его магнатам, в частности Чёрному принцу и Джону Гонту, а также частным лицам и синдикатам — в основном в Сассексе и Шропшире, где находились его земельные владения. В последние годы жизни Арундела его состояние превышало 70 тысяч фунтов. В момент его смерти в январе 1376 года состояние только в наличных деньгах составляло 60 тысяч фунтов, половина которых хранилась в «высокой башне замка Арундел». Основными источниками богатства Арундела были: большие поместья в Сассексе и Шропшире, которые достаточно эффективно управлялись, используемые для производства шерсти; большие вложения в торговлю — Арундел сотрудничал с такими торговцами, как Барди и мэр Лондона Джон Филипо; прибыль от даваемых им кредитов.
Если проценты от ссуд не выплачивались, то Арундел получал компенсацию в виде политической поддержки со стороны короны. Так, в 1363—1367 годах он оказался втянут в ожесточённый конфликт с епископом Чичестера Уильямом Линном. Король поддержал Арундела, в результате чего епископ был вынужден сначала бежать в Авиньон, но в итоге был вынужден признать поражение. Также король поддержал Арундела в непростом вопросе развода с первой женой.

### Семейные дела
Первой женой Арундела была Изабелла Диспенсер. Брак был заключён, когда они оба были детьми. Однако падение Диспенсеров свело политическую необходимость брака на нет. В 1344 году перед Арунделом замаячила гораздо более перспективная партия — Элеонора Ланкастерская, близкая родственница короля, которая недавно овдовела. Несмотря на то, что от брака с Изабеллой у Ричарда уже был 17-летний сын Эдмунд и 2 дочери, Арундел подал прошение папе римскому о разводе. В качестве обоснования он указывал на то, что не давал согласия на брак, но его насильно женили, и их «силой принудили сожительствовать».
Несмотря на неправдоподобность объяснения и на последствия для детей, король поддержал прошение Арундела. Папа подчинился и в марте 1345 года признал новый брак Арундела, заключённый 5 февраля в присутствии короля в Диттоне, законным.
Изабелле в качестве компенсации дали пять поместий в Эссексе. Она умерла после 1375 года. Эдмунд, сын от брака с Изабеллой, оказался на положении бастарда и был лишён наследства. Несмотря на постоянные протесты, он не смог ничего добиться и умер в безвестности после 1377 года.

### Последние годы
Приобретя владения Вареннов в Суррее и Сассексе, а также купив около 20 поместий в одном только Сассексе, Арундел с новой женой по большей части жил в Рейгейте, Льюисе и Арунделе, а не в валлийских замках Шравардин, Клан и Холт, которые были основным местопребыванием Арунделов при его отце и деде.
Дети, родившиеся от второго брака, процветали. Ричарда, ставшего наследником Арундела, женили на Элизабет де Богун, дочери Уильяма де Богуна, 1-го графа Нортгемптона. Он играл заметную роль в английской политике конца XIV века. Другой сын, Джон, женился на Элеоноре, дочери сэра Джона Мальтраверса. Он стал маршалом, но достаточно рано погиб. Его внук после пресечения старшей ветви дома Фицаланов унаследовал титул графа Арундела. Ещё один сын Ричарда, Томас, избрал духовную карьеру, став в итоге архиепископом Кентерберийским. Из дочерей две умерли рано, остальных выгодно выдали замуж.
Элеонора Ланкастерская, жена Ричарда, умерла в 1372 году в замке Арундел, сам Ричард умер 24 января 1376 года в том же замке.
Согласно завещанию Ричарда его тело было похоронено рядом с женой в здании капитула аббатства Льюис. Надгробье из белого мрамора было сделано Генри Йевелом. Также по завещанию в располагавшейся в замке Арундел капелле Святого Георгия была построена вечная часовня. Из наличных денег 16 600 марок было передано семье, а 6800 марок были завещаны различным религиозным учреждениям.
Наследовал Ричарду старший из выживших сыновей от второго брака Ричард.

## Брак и дети
1-я жена: с 9 февраля 1321 года (поместье Хеверинг) Изабелла Ле Диспенсер (ок. 1312 — после 1375), дочь Хью Диспенсера Младшего и Элеоноры де Клер. Брак был аннулирован в 1344 году. Дети:
- Эдмунд де Арундел (ок. 1327 — после 1377), в 1344 году признан бастардом;
- Мари Фицалан[3];
- Филиппа Фицалан (ум. 30 сентября 1393); муж: Ричард Сарджо из Корнуолла[3].

2-я жена: с 5 февраля 1345 года (церковь Диттон, Сток Поджес, Бакингемшир, папское разрешение дано 4 марта) Элеонора Ланкастерская (ок. 1318 — 11 января 1372), дочь Генри Кривая Шея, 3-го графа Ланкастера и Лестера, и Мод Чауорт, вдова Джона де Бомонта, 2-го барона Бомонта. Дети:
- Эдмунд Фицалан (ок. 1346 — ок. 1366);
- Ричард Фицалан (1346 — 21 сентября 1397), 11-й граф Арундел и 9-й граф Суррей с 1376 года;
- Элеанора Фицалан (ум. 1375); муж: с ок. 28 октября 1371 года Роберт де Уффорд (ум. ок. 1 августа 1375);
- Джоанна Фицалан (ок. 1347 — 7 апреля 1419); муж: после 9 сентября 1359 года Хамфри (X) де Богун (25 марта 1342 — 16 января 1373), 2-й граф Нордгемптон с 1360 года, 7-й граф Херефорд, 6-й граф Эссекс и наследственный констебль Англии с 1361 года;
- Элис Фицалан (ок. 1350 — 17 марта 1416); муж: после 10 апреля 1364 года Томас Холланд (ок. 1350 — 25 апреля 1397), 2-й барон Холланд с 1360 года, 2-й граф Кент с 1381 года, 5-й барон Вудсток и 6-й барон Уэйк из Лидделла с 1385 года;
- Джон д’Арундел (ок. 1351 — 15/16 декабря 1379), 1-й барон Арундел с 1377 года, маршал Англии с 1377 года;
- Томас Фицалан (ок. 1353 — 19 февраля 1414), епископ Или в 1373—1388 годах, архиепископ Йорка в 1388—1396 годах, архиепископ Кентерберийский с 1396 года, канцлер Англии в 1386—1388 и 1391—1396 годах;
- Мэри Фицалан;
- Элеонора Фицалан (ок. 1354/1456 — до 1366).

## Комментарии
1. ↑  В разных источниках нумерация графов Арунделов варьируется в зависимости от того, учитываются ли первые носители титула, не принадлежавшие к дому Фицаланов, — 3-й, 8-й или 10-й. Эдмунд был третьим графом Арунделом из дома Фицаланов, который бесспорно носил титул (двое первых носителей титула из дома Фицаланов его не использовали, но были графами де-юре)[1].
2. ↑  В некоторых источниках указывается как 9-й граф.
3. ↑  Фицаланы происходили от его старшего сына Алана Фиц-Флаада, Уильяма Фиц-Алана, а от младшего сына, Уолтера Фиц-Алана, верховного стюарта Шотландии в начале XII века, происходили Стюарты — короли Шотландии.